# Rhinochimaera atlantica
Rhinochimaera atlantica е вид химер от семейство Rhinochimaeridae. Видът не е застрашен от изчезване.

## Разпространение и местообитание
Разпространен е в Гамбия, Исландия, Канада, Колумбия, Мавритания, Мексико, Намибия, САЩ, Сенегал, Суринам, Франция и Южна Африка.
Обитава скалистите дъна на океани и морета. Среща се на дълбочина от 500 до 1500 m, при температура на водата от 3,3 до 22,4 °C и соленост 34,4 – 36,2 ‰.

## Описание
На дължина достигат до 1,4 m.